# Gestion du trafic

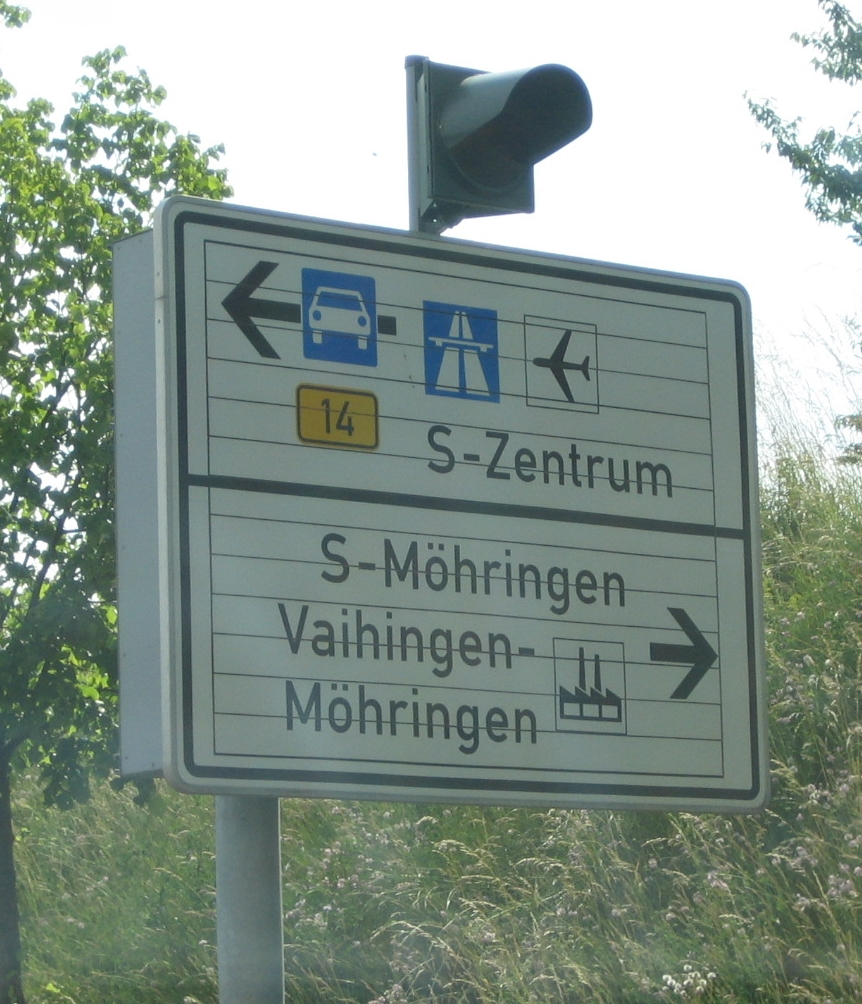
Illustration de gestion du trafic

## Les outils de gestion du trafic

### La gestion du trafic routier

#### La gestion du trafic routier urbain
Le tout premier feu de circulation fut installé à Londres au début du XXe siècle.
Avec l'extension urbaine et le développement des voitures particulières, les systèmes de régulation du trafic naissaient en Europe dans les années 1960, et avec eux naissaient 3 grandes approches, ou principes de base.
Ces trois approches, bien que complémentaires, sont bâties sur des concepts radicalement différents :
- La première que l’on pourrait appeler l’« école anglaise », s’est attachée à essayer de résoudre les problèmes de trafic par une vision mathématique. Elle s’est illustrée à travers des modèles comme TRANSYT. TRANSYT a été conçu avec comme postulat un réseau non saturé. Mais du fait de cette hypothèse de départ, il s’est trouvé dès les années 1970 dans l’impossibilité de gérer la saturation apparaissant dans les grandes métropoles.

Du fait de cette impossibilité totale pour TRANSYT de gérer des réseaux saturés, et sous la critique de systèmes temps réel nés en France, les concepteurs de SCOOT, le TRL (Trafic research laboratory), le faisaient évoluer vers TRANSYT 7, puis vers le système SCOOT. Aujourd'hui les systèmes issus de cette démarche sont entre autres les systèmes de régulation SCOOT, SCATS et PRODYN.
- Dans le même temps on voyait naître une « école allemande » menée par Siemens, dont les principes étaient de travailler sur des coordinations horaires particulièrement bien calibrées. Cette approche fonctionna relativement bien surtout dans les pays d'Europe du Nord où le trafic était plus régulier et les conducteurs disciplinés. Devant l’augmentation du trafic, elle fut abandonnée dans les années 1990 par SIEMENS au profit de SCOOT, et de modèles temps réels comme MOTION installé à Cologne.
- Enfin une troisième école naissait en France, sur la base d’une approche différente. Son principe pourrait être le suivant : « rien ne remplace l’expérience humaine », et le meilleur système de régulation est encore le cerveau humain. Délaissant les modèles mathématiques à l'exception du système PRODYN, proche des approches anglaises, la majorité des systèmes français, équipements terminaux ou systèmes centraux sont en règle générale des boîtes à outils informatiques et mathématiques, permettant aux ingénieurs de bâtir des stratégies spécifiques adaptées à chaque cas. Dans cette école on peut citer les contrôleurs AXIMUM-Sagem/ LACROIX/EVR et les systèmes centraux SPIE, GERTRUDE, SERFIM TIC (SERELEC), SAGEM/AXIMUM ou encore THALES.

De nos jours la plupart des grandes métropoles sont dotées de systèmes de gestion du trafic.
Enfin, depuis les années 2000, une vague de systèmes voit le jour dans les agglomérations françaises. Ces systèmes pallient l'obsolescence de ceux existants, et sont l'occasion pour les exploitants de se doter d'outils innovants permettant de mettre en œuvre et évaluer les plans de déplacements urbains (PDU).
Les premiers de cette toute nouvelle génération de systèmes sont le PC SITER des Hauts-de-Seine (92) qui est le plus important installé en France. Il a été développé par le groupe AXIMUM.